# Martha Fineman
Martha Albertson Fineman (født 1943) er en amerikansk jurist og filosof. Hun er en toneangivende forsker i feministisk retsteori.
Siden 2004 har Fineman været Robert W. Woodruff-professor i jura ved Emory University School of Law. Før hun kom til Emory, var hun Dorothea S. Clarke-professor i feministisk retsteori, Cornell Law School, fra 1999 til 2004, og fra 1990 til 1999 Maurice T. Moore-professor i jura ved Columbia Law School.